# 장태희 (가수)
장태희(張兌姬, 1983년 7월 29일 ~ )는 대한민국의 트로트 가수이다.

## 학력
- 서울양화초등학교 졸업
- 동수영중학교 졸업
- 덕명정보여자고등학교 졸업
- 부산여자대학교 호텔외식조리과 졸업
- 서울종합예술실용학교 연기예술학부 졸업
- 한양대학교 경영대학원 FUN CEO 최고경영자과정 수료

## 음반
- 2010년 Modern Trot
- 2011년 Play Trot
- 2013년 한오백년
- 2014년 오리지날 스페셜 트롯 베스트 Vol. 3
- 2015년 장태희 I Love 부산
- 2015년 장태희 가요무대
- 2015년 흥
- 2015년 명품트롯
- 2015년 Passion Trot (패션 트롯)
- 2015년 트로트 연인
- 2015년 휘모리
- 2015년 MR 모음
- 2015년 도라지 디스코
- 2015년 Bakedu Ari / Busan Girl / Youth Anthen
- 2016년 추억의 소야곡
- 2016년 日本の戀歌 / Nihonno Enka (일본의 연가)
- 2016년 아가씨 디스코
- 2016년 장태희 골든트롯 Vol.1
- 2016년 장태희 골든트롯 Vol.2 (휘모리)
- 2017년 장태희 색션 트롯
- 2018년 장태희 SECTION
- 2018년 고향오빠
- 2018년 부산 아가씨
- 2018년 장태희 골든
- 2020년 장태희 콜렉션
- 2020년 장태희 중국가요
- 2020년 트롯디바 장태희 2020

## TV 방송
- 2015년 KBS2 《출발드림팀 시즌 2》
- 2018년 KBS1 《아침마당》
- 2018년 KBS1 《TV쇼 진품명품》
- 2019년 광주KBS 《전라도매력청》
- 2020년 TV조선 《내일은 미스트롯 2》

## 수상
- 1999년 전국고교생요리대회 교육부장관 대상 수상
- 2009년 도경 경기민요 경창대회 경기도지사대상
- 2010년 TBS 대학생 트롯 가요제 은상 수상
- 2015년 MBC 가요베스트 대제전 신인가수상
- 2017년 제15회 대한민국 전통가요 대상 여자 신인상
- 2018년 제16회 대한민국 전통가요 대상 여자 우수상